# Medicinska fakulteta Univerze v Ljubljani
Medicinska fakulteta Univerze v Ljubljani (kratica UL MF) je fakulteta, ki je članica Univerze v Ljubljani. Na fakulteti poteka dodiplomsko in podiplomsko izobraževanje. Dodiplomsko izobraževanje doktorjev medicine in doktorjev dentalne medicine poteka v okviru enovitih magistrskih programov II. stopnje Medicina in Dentalna medicina.
UL Medicinska fakulteta je bila ustanovljena leta 1919 kot ena izmed petih ustanovnih članic ljubljanske univerze.
Trenutni dekan UL MF je Igor Švab.

## Dekani
- Dimitrij Bartenjev (1. 10. 1991 - 30. 9. 1995)
- Dušan Šuput (1. 10. 2005 - 30. 9. 2017)
- Igor Švab (1. 10. 2017 - trenutno)

## Infrastruktura
Medicinska fakulteta je bila ob ustanovitvi leta 1919 še brez ustreznih prostorov za izvajanje pedagoške dejavnosti. Leta 1921 je bila po načrtih arhitekta Ivana Vurnika zgrajena prva stavba Medicinske fakultete, imenovana Vurnikove jasli. V njej so bili nastanjeni vsi predklinični inštituti. Zgradba na Zaloški cesti 4 stoji še danes in služi kot sedeže Inštituta za fiziologijo. Leta 1945, ob ustanovitvi popolne medicinske fakultete s petletnim študijskim programom, so se uprava in nekateri inštituti preselili v zgradbo Šentpetrske kasarne na Vrazovem trgu 2. Objekt še danes služi kot sedež dekanata in Centralne medicinske knjižnice. Leta 1973 je stekla priprava na gradnjo prve stavbe, ki bi združevala večino predkliničnih in kliničnih inštitutov. Projekt nove medicinske fakultete je bil končan leta 1987. Zgradba je postavljena v kompleks bolnišničnega mesta in se smiselno povezuje z osrednjo bolnišnico in kliničnim poukom v njej.

## Organizacija
UL Medicinska fakulteto sestavlja 6 organov fakultete. To so dekan, senat, upravni odbor, študentski svet, akademski zbor in Kuratorij Oražnove zapuščine. Pouk, znanstveno-raziskovalno delo in strokovna dejavnost se odvija v okviru organizacijskih enot. Administrativno službo vodi tajnik UL MF, v okviru tajništva deluje tudi Služba za študentske zadeve UL MF.

### Organi fakultete

#### Dekan UL MF
Dekan UL MF je Igor Švab.
Prodekani UL MF so:
- Ksenija Geršak
- Miroslav Petrovec
- Tomaž Marš
- Janja Jan

#### Senat
Senat je najvišji strokovni organ UL Medicinske fakultete. Sestavljajo ga visokošolski učitelji fakultete, ki zasedajo pedagoška delovna mesta ne glede na to, ali so ta za polni ali krajši delovni čas. Kandidate za senat predlagajo katedre in inštituti UL MF akademskemu zboru, ki jih nato izvoli za štiri leta. Člani senata so tudi študenti UL MF, ki jih imenuje Študentski svet UL MF. Senat razpravlja o in sprejema odločitve o delovanju UL MF in poteku pedagoškega in strokovnega procesa.
Predsednik senata je dekan Igor Švab.

#### Akademski zbor
Akademski zbor sestavljajo visokošolski učitelji, znanstveni delavci in sodelavci, ki so na UL MF v rednem delovnem razmerju s polnim ali krajšim delovnim časom in ki so jih za štiri leta izvolili strokovni kolegiji kateder in inštitutov z večino glasov, ob upoštevanju enakomerne zastopanosti glede na vrsto pedagoških nazivov članov posamezne enote.
Predsednica akademskega zbora je Mojca Matičič.

#### Drugi organi fakultete
- Študentski svet (predsednica je Anka Uršič)
- Upravni odbor (predsednik je Jože Pižem)
- Kuratorij Oražnove zapuščine (predsednik je Miroslav Petrovec)

## Organizacijske enote fakultete

#### Katedre
- Katedra za anesteziologijo z reanimatologijo
- Katedra za čeljustno in zobno ortopedijo
- Katedra za dermatovenerologijo
- Katedra za družinsko medicino
- Katedra za fizikalno in rehabilitacijsko medicino
- Katedra za ginekologijo in porodnistvo
- Katedra za infekcijske bolezni in epidemiologijo
- Katedra za interno medicino
- Katedra za javno zdravje
- Katedra za kirurgijo
- Katedra za maksiofacialno in oralno kirurgijo
- Katedra za mikrobiologijo in imunologijo
- Katedra za nevrologijo
- Katedra za ortopedijo
- Katedra za oftalmologijo
- Katedra za onkologijo in radioterapijo
- Katedra za otorinolaringologijo
- Katedra za patologijo
- Katedra za pediatrijo
- Katedra za preventivno in otroško zobozdravstvo
- Katedra za psihiatrijo
- Katedra za radiologijo
- Katedra za sodno medicino in deontologijo
- Katedra za stomatološko protetiko
- Katedra za ustne bolezni in parodontologijo
- Katedra za zobne bolezni in normalno morfologijo zobnega organa

#### Inštituti
- Inštitut za anatomijo
- Inštitut za biofiziko
- Inštitut za biokemijo
- Inštitut za biologijo celice
- Inštitut za biomedicinsko informatiko
- Inštitut za farmakologijo in eksperimentalno toksikologijo
- Inštitut za fiziologijo
- Inštitut za histologijo in embriologijo
- Inštitut za mikrobiologijo in imunologijo
- Inštitut za patologijo
- Inštitut za patološko fiziologijo
- Inštitut za sodno medicino
- Inštitut za zgodovino medicine